# Imre Ámos

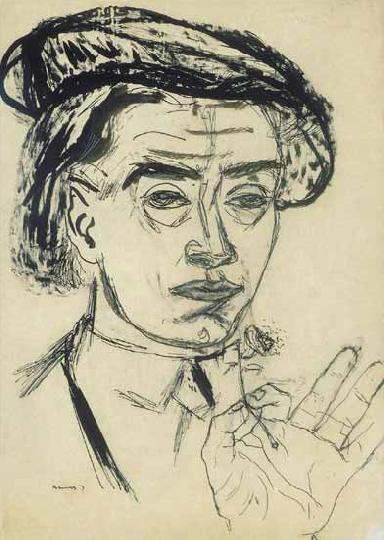
Selbstporträt mit Hut

Imre Ámos (geboren 7. Dezember 1907 in Nagykálló als Imre Ungár; gestorben 1944 oder 1945) war ein ungarischer Maler, Grafiker und Zeichner. Er zählt zu den bedeutendsten ungarischen bildenden Künstlern des 20. Jahrhunderts.

## Leben und Werk
Imre Ámos wurde 1907 als Imre Ungár im Königreich Ungarn in eine jüdische Familie geboren. Weil sein Vater früh starb, wuchs Ámos bei seinem Großvater mütterlicherseits auf. Nach dem Abitur 1925 in seiner Heimatstadt zog er nach Budapest und arbeitete dort als Emaillierer und Zeichner in der Silberwarenfabrik Láng. Er begann 1926 ein Ingenieurstudium in Budapest, brach das Studium aber ab und studierte von 1929 bis 1935 unter anderem bei Gyula Rudnay an der Königlichen Kunstschule der ungarischen Hauptstadt und malte anfangs im Stil der Künstlergruppe Nabis. Ab 1929 nahm er den Künstlernamen Imre Ámos an – nach dem Propheten Amos. Ab 1934 führte der den Namen auch offiziell.
Ámos interessieren vor allem grundlegende Lebenserfahrungen wie Mutterschaft, Kindheitserinnerungen, Liebe und die Schönheit des Zusammenlebens. Die Fasbrpalette hellte sich nach dem Studium deutlich auf, von einer dunkeltonigen zu einer impressionistischen Malerei mit einem transparenten Kolorit. Die häufig mehrfigurigen Darstellungen sind dabei mit komplizierter Symbolik durchsetzt. Zeichen 1935 und 1939 entstanden vor allem Werke, welche die Geschichte des Judentums aufnehmen.
Bald begann Ámos experimenteller und expressionistisch zu arbeiten, er selbst schrieb in seinem Tagebuch von „assoziativem Expressionismus“. Die Bildinhalte entnahm er den Geschichten seines Großvaters und der Welt der Juden in Ungarn. Im Jahr 1937 lebte der junge Künstler zwei Monate in Paris. Hier lernte er Marc Chagall kennen, dem Ámos' Werk gefiel und der ihn zu einem längeren Aufenthalt überredete. Hier sah er auch Picassos Guernica, das ihn nachhaltig beeindruckte. Die Sommer verbrachte Ámos in diesen Jahren bis 1941 mit seiner Frau, der Malerin Margit Anna, die er 1935 geheiratet hatte, und den Freunden Lajos Vajda und Endre Bálint im kleinen Städtchen Szentendre.

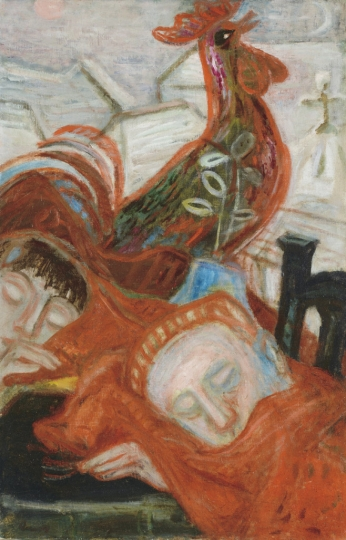
Warten auf die Morgendämmerung, Öl auf Leinwand, 1939

Ab 1939 entstanden Linolschnitte, die zunehmend politischer wurden, die Entfremdung in der Großstadt thematisieren und den aufkeimenden Faschismus verurteilen.
Während des Zweiten Weltkriegs beschäftigte sich Ámos vor allem mit dem Holocaust und malte apokalyptische Szenarien. Mehrfach musste er zwischen 1939 und 1944 Zwangsarbeit leisten. Immer wieder durfte er nach Hause zurückkehren. In dieser Zeit konnte sich Ámos Ölfarben kaum leisten, deshalb zeichnete er vor allem und fertige Aquarelle an. In dieser Zeit entstand die Serie Zsidó ünnepek (Jüdische Feiertage), die in Zeiten der Vernichtung der europäischen Juden ein Zeichen der Hoffnung setzte.
Im Jahr 1942 wurde Imre Ámos als Soldat an die ukrainische Front eingezogen, im folgenden Jahr dort mit Typhus entlassen. Bis 1944 zeigte die Országos Magyar Izraelita Közművelődési Egylet (Nationale ungarisch-jüdische Kulturgesellschaft) regelmäßig Ausstellungen von Ámos und seiner Frau. Sein letztes Werk war die Illustration der Offenbarung des Johannes. Von den geplanten 23 Zeichnungen vollendete er nur 14, da er im Mai 1944 erneut zur Zwangsarbeit nach Szolnok eingezogen wurde. Die genauen Umstände seines Todes sind unbekannt. Er starb wohl in einem deutschen Konzentrationslager, zuletzt gesehen wurde er November 1944 im Zwangsarbeitslager Ohrdruf. Die meisten seiner erhaltenen Werke sind heute im Imre-Ámos-Museum in Szentendre ausgestellt.

## Ausstellungen (Auswahl)
- 1931–1934: Nationalsalon Budapest
- 1940: VIII. National-Ausstellung der bildenden Künste, Kunsthalle Budapest
- 1948: Ungarische Gegenwartskunst, Schwedisches Nationalmuseum, Stockholm
- 1958: Gedenkausstellung, Ungarische Nationalgalerie, Budapest
- 1975: Damjanich-Museum, Szolnok
- 1977: Ferenczy-Museum, Szentendre
- seit 1984 Imre-Ámos-Museum
- 1963: Ungarische Nationalgalerie, Budapest
- 1975: 30 siegreiche Jahre, Altes Museum, Berlin